# Gottscheeosoma plitvicense
Gottscheeosoma plitvicense är en mångfotingart som beskrevs av Karl Wilhelm Verhoeff 1929. Gottscheeosoma plitvicense ingår i släktet Gottscheeosoma och familjen Trachygonidae. Inga underarter finns listade i Catalogue of Life.